# Сулейманович, Алмир
Алмир Сулейманович (словен. Almir Sulejmanovič; 25 января 1978, Веленье, СФРЮ) — словенский футболист, защитник; тренер.

## Биография
Профессиональную карьеру начал в словенском клубе «Рудар». После выступал за «Целе», бельгийский «Генк», «Мура». Летом 2006 года перешёл в луганскую «Зарю». В команде провёл всего два матча и в сентябре 2006 года покинул команду. В январе 2007 года перешёл в «Ветру» из Вильнюса. В команде в то время вместе с ним играл его соотечественник Максут Азизи. Летом 2008 года вернулся в «Рудар». Позже выступал за албанские команды «Эльбасани» и «Скендербеу». В январе 2012 года перешёл в «Крка» из города Ново-Место, но в команде не провёл ни одного матча и уже летом перебрался в клуб «Алюминий».